# Palača Stoclet
Palača Stoclet (francuski: Palais Stoclet; nizozemski: Stocletpaleis) je privatna vila koju je izgradio arhitekt Josef Hoffmann od 1905. do 1911. godine za bankara i ljubitelja umjetnosti Adolphea Stocleta. Nalazi se u Bruxellesu, na Aveniji de Tervueren, u blizini tzv. "Bečke radionice" (Wiener Werkstätte). Smatra se Hoffmannovim remek-djelom i jedna je od najraskošnije uređenih kuća u stilu moderne na početku 20. stoljeća.
Fasada građevine, obložena mramorom, je radikalno pojednostavljenih linija u duhu moderne arhitekture, ali je unutrašnjost bogato ukrašena (u blagovaonici je slike naslikao Gustav Klimt, a četiri bakrene skulpture na vrhu je izradio Franz Metzner). Ovakav pristup ujedinjenja arhitekata, umjetnika i obrtnika je u duhu "Gesamtkunstwerka" (totalne umjetnosti), koja je jedna od odrednica secesije.
Obitelj Stoclet još uvijek živi u ovoj palači i nije otvorena za javnost. Skice Klimtovih slika se danas nalaze u trajnoj postavi Muzeja primijenjenih umjentosti (MAK) u Beču.
Dana 27. lipnja 2009. godine upisana je na UNESCO-ov popis mjesta svjetske baštine u Europi.
- Nacrt palače
- Razglednica s prikazom interijera
- Zagrljaj (Gustav Klimt)
- Očekivanje (Gustav Klimt)

## Vanjske poveznice
- Dennis Sharp, Twentieth Century Architecture, 2002., Mulgrave: Images Publishing Group. str. 44. ISBN 1864700858
- David Watkin, A History of Western Architecture, 2005., London: Laurence King Publishing. str. 548. ISBN 1856694593.